# Bruno Soares (football)
Bruno Gabriel Soares est un footballeur brésilien, né le 21 août 1988 à Belo Horizonte. Il évolue au poste de défenseur central avec le HK Kópavogur.

## Palmarès
Vierge

## Statistiques
| Saison    | Club               | Pays         | Championnat        | Coupes nationales | Coupes d'Europe |
| --------- | ------------------ | ------------ | ------------------ | ----------------- | --------------- |
| 2009-2010 | MSV Duisbourg      | 2.Bundesliga | 6 matchs / 1 but   | 1 match           | -               |
| 2010-2011 | MSV Duisbourg      | 2.Bundesliga | 30 matchs / 1 but  | 5 matchs          | -               |
| 2011-2012 | MSV Duisbourg      | 2.Bundesliga | 32 matchs / 2 buts | 2 matchs          | -               |
| 2012-2013 | Fortuna Düsseldorf | Bundesliga   | -                  | -                 | -               |

Dernière mise à jour le 2 janvier 2013